# Мінералокортикоїди

Альдостерон

Мінералокортико́їди (мінералокортикостероїди) — гормони, які синтезуються в клубочковій зоні кори надниркових залоз і регулюють водно-сольовий обмін в організмі. До мінералокортикоїдів належать альдостерон та деякі інші сполуки.
Основним мінералокортикостероїдом є альдостерон, який у 30-50 разів активніший за 11-дезоксикортикостерон. У нормі клубочкова зона продукує 60-90 мкг альдостерону на добу. Синтез і секрецію альдостерону стимулюють головним чином ангіотензин II, адренокортикотропний гормон (АКТГ), висока концентрація К+ і низька концентрація Na+, гальмують дофамін і натрійуретичний фактор передсердя.

### Механізм дії
Головною мішенню для мінералокортикоїдів є нирки. Гормони діють на нирки, стимулюючи реабсорбцію в дистальних канальцях Na+, Cl- і HCO3- та збільшують екскрецію із сечею К+, Н+ і NH4+. Гормони впливають на транспорт іонів і в інших епітеліальних тканинах: потових і слинних залозах, слизовій оболонці кишечнику. Внаслідок цього ефект гормонів проявляється затримкою Na+, Cl-, HCO3- і води в організмі та виведенням К+, Н+ і NH4+. Механізм дії альдостерону подібний до механізму дії інших стероїдних гормонів. Зв'язуючись із специфічними рецепторами клітин-мішеней, гормон стимулює синтез РНК і білків, які посилюють активний транспорт Na+ із клітини в інтерстиціальний простір. Альдостерон разом із реніном і ангіотензином утворює єдину систему — ренін-ангіотензин-альдостерон. Ця система є регулятором АТ та водно-електролітного обміну в організмі людини. При зниженні АТ, втраті рідини або крові, зниженні концентрації NaCl стимулюється вивільнення реніну — ферменту, який каталізує перетворення ангіотензиногену на ангіотензин І, який, у свою чергу, за допомогою АПФ перетворюється на ангіотензин ІІ — основний компонент цієї системи. Останній є однією з найактивніших судинозвужувальних речовин. Одночасно ангіотензин II стимулює синтез і секрецію альдостерону. Судинозвужувальний вплив ангіотензину на артеріоли і затримка Na+ та води альдостероном відновлюють АТ і об'єм рідини в організмі до вихідного рівня.

### Порушення функції наднирникових залоз
Порушення функції кори надниркових залоз проявляються їх гіпофункцією або гіперфункцією. Гіпофункція може бути первинною (ураження кори надниркових залоз — Аддісонова хвороба, бронзова хвороба) або вторинною (ураження гіпофізу). Хвороба Аддісона зумовлена дефіцитом як глюкокортикоїдів, так і мінералокортикоїдів. Недостатність альдостерону призводить до порушень водно-електролітного обміну. Організм втрачає натрій і воду, але утримує калій, внаслідок чого розвивається гіпотонія, м'язова слабкість, прогресуюча стомлюваність — результат порушень калій-натрієвого градієнта на мембрані м'язових клітин.
Гіперфункція залози також може бути первинною або вторинною, пов'язаною з підвищеною продукцією АКТГ. Причиною первинного гіперальдостеронізму (синдрому Конна) є пухлини клубочкової зони кори надниркових залоз. Підвищена продукція альдостерону супроводжується затримкою натрію (гіпернатріємією) і виведенням калію, гіпертензією, тенденцією до набряків, зниженою м'язовою функцією, слабкістю, зумовленою низькою концентрацією К+.

### Препарати мінералокортикоїдів
У медичній практиці застосовуються синтетичні препарати мінералокортикоїдів — дезоксикортикостерону ацетат і дезоксикортикостерону триметилацетат. Підставою для їх використання є хвороба Аддисона і тимчасове зниження функції кори надниркових залоз, а також міастенія, астенія, адинамія, м'язова слабкість, гіпохлоремія та деякі інші патології. Велику увагу приділяють речовинам, які впливають на ангіотензинову систему. Агоністи ангіотензину II (ангіотензинамід) використовують як судинозвужувальні речовини, в той час як антагоністи є цінними антигіпертензивними речовинами. Цими антагоністами можуть бути речовини, які блокують ангіотензинові рецептори або інгібітори АПФ, що блокують перетворення ангіотензину і на ангіотензин II. До останніх належать такі препарати, як каптоприл, еналаприл та ін.